# Geeraert van Hoochstadt
Geeraert van Hoochstadt (? - Brussel, 1675) was een Zuid-Nederlandse schilder die actief was in de 17e eeuw. Zijn naam werd soms verward met de schilder Gabriel van der Hofstadt.
Van Hoochstadt werd geboren in de Zuidelijke Nederlanden, volgens Houbraken in Brussel, hoewel zijn geboortedatum onbekend is. Hij was in Brussel actief als schilder van 1609 tot 1661. In 1625 trad hij in de leer bij Michiel de Bourdeaux.
Aanvankelijk richtte Van Hoochstadt zich op portretten, maar volgens Houbraken specialiseerde hij zich later in zijn carrière in historiestukken, met name passietaferelen en martelingen van kerkheiligen. Hij zou verschillende altaarstukken hebben geschilderd.